# Edmund Hillary
Edmund Percival Hillary (ur. 20 lipca 1919 w Auckland, zm. 11 stycznia 2008 tamże) – nowozelandzki himalaista i polarnik, z zawodu pszczelarz.

## Życiorys

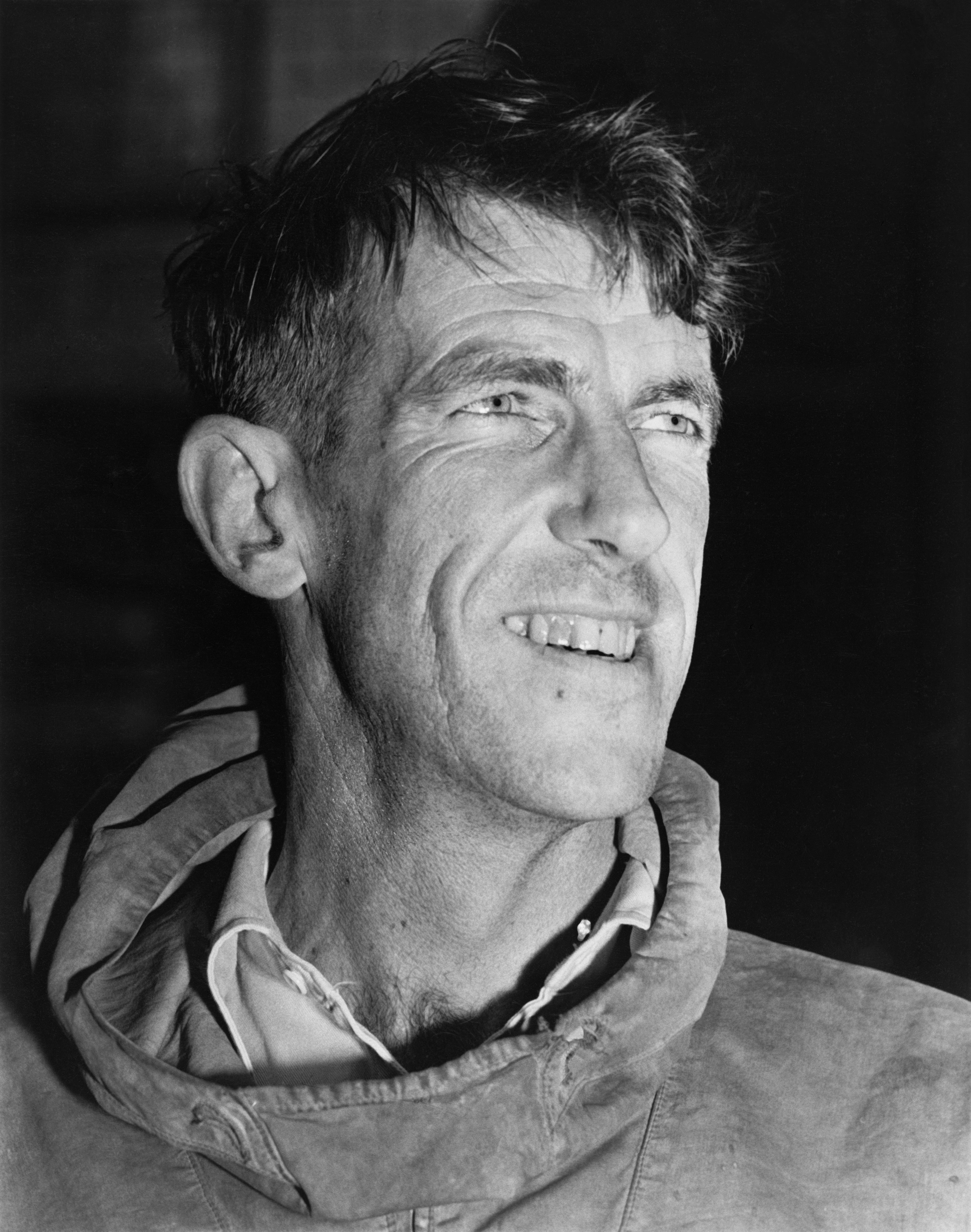
Edmund Hillary (ok. 1953)

Herb
Sir Edmunda

W latach 1951–1952 uczestnik trzech wypraw himalajskich. 29 maja 1953 wraz z Szerpą Tenzingiem Norgayem jako pierwsi w historii zdobyli szczyt Mount Everest (8848 m). 
Do historii przeszły jego słowa wypowiedziane po zejściu ze szczytu  Everestu: „W końcu załatwiliśmy skurczybyka” (We finally knocked the bastard off). Nie przypuszczał nawet, że za pośrednictwem BBC usłyszał je cały świat.
Za wyczyn został uhonorowany przez królową nowozelandzką i brytyjską Elżbietę II tytułem szlacheckim, natomiast Nowa Zelandia umieściła podobiznę Hillary'ego na pięciodolarowym banknocie, czyniąc go pierwszą osobą, która znalazła się na banknocie za życia. 
W latach 1954–1967 kierował wyprawami nowozelandzkimi w Himalaje i na Antarktydę. W trakcie ekspedycji zorganizowanej w ramach Międzynarodowego Roku Geofizycznego (1955–1958) założył bazę Scotta na Wyspie Rossa i przygotowując trasę wyprawy transantarktycznej Viviana Fuchsa dotarł 4 stycznia 1958 do bieguna południowego. Następnie dołączył do nowozelandzkiej służby dyplomatycznej, którą pełnił do 1989. 
W 1960 założył fundusz powierniczy – Himalayan Trust, który prowadzi akcje pomocy Szerpom. Dzięki działalności funduszu w himalajskich wioskach wybudowano dla Szerpów 27 szkół, 2 szpitale, 12 ośrodków zdrowia, mosty, wodociągi, a nawet małe lotniska.
Został honorowym obywatelem Nepalu. Tam też w katastrofie lotniczej zginęły jego pierwsza żona Louise i córka Belinda.
Podczas wizyty w Polsce 17 czerwca 2004 został odznaczony przez Prezydenta RP Aleksandra Kwaśniewskiego Krzyżem Komandorskim Orderu Zasługi Rzeczypospolitej Polskiej w uznaniu wybitnych zasług dla światowego himalaizmu oraz za działalność charytatywną.
Edmund Hillary jest autorem książek, m.in. The Ascent of Everest, High Adventure (1955), Schoolhouse in the Clouds (1965), autobiografii Nothing Venture, Nothing Win (1975), From the Ocean to the Sky (1979).
Zmarł wskutek niewydolności serca, w piątek 11 stycznia 2008, ok. godz. 9:00 czasu nowozelandzkiego, w szpitalu w Auckland. Informacja o jego śmierci została podana publicznie przez premier Nowej Zelandii Helen Clark ok. godz. 11:20.
Jego podobizna znajduje się na banknocie o nominale 5 dolarów nowozelandzkich.